# Jan van Eijndthoven
Jan van Eijndthoven (Amsterdam, 13 mei 1947) is een Nederlands acteur.

## Leven en werk
Van Eijndthoven groeide op in een arbeidersgezin in Amsterdam-Oost . Nadat hij een kindervoorstelling had gezien meldde hij zich aan bij een theatervereniging waarvan hij van zijn zesde tot zijn veertiende jaar lid was.. Na de HBS te hebben gevolgd meldde hij zich aan bij de toneelschool in Arnhem, waar hij werd afgewezen. Hij volgde spellessen in het Amsterdamse Vestzaktheater van Wim Burkunk en begon in 1967 zijn opleiding aan de Toneelacademie Maastricht. Na die in 1971 te hebben afgerond speelde Van Eindthoven lange tijd bij Toneelgroep Theater te Arnhem. Ook is hij cabaretier geweest, maar is daarmee  gestopt, omdat toneel hem toch beter lag. Als freelance-acteur was hij werkzaam bij diverse toneelgezelschappen waaronder Het Nationale Toneel, Toneelgroep De Appel en Keesen & Co. Daarnaast is Van Eijndthoven vakdocent acteren aan het ArtEZ Conservatorium te Arnhem. Hij was in 2010 een van de twee regisseurs voor de voorstelling Lijf On Stage van LOS Muziektheater.